# Scotinella manitou
Scotinella manitou là một loài nhện trong họ Phrurolithidae.
Loài này thuộc chi Scotinella. Scotinella manitou được Herbert Walter Levi miêu tả năm 1951.